# Baurecht (Schweiz)
Baurecht bedeutet im Schweizer Privatrecht, dass ein Grundeigentümer einem Baurechtsnehmer zeitlich befristet das Recht zugesteht, auf (oder unter) seinem Grund und Boden zu bauen. Darum wird es auch als «Landkauf auf Zeit» bezeichnet. Im privaten Baurecht Österreichs wird derselbe Begriff verwendet, während dies in Deutschland als Erbbaurecht bezeichnet wird.

## Inhalt
Baurecht ist das Recht, ein Grundstück gegen die Bezahlung eines Zinses für eine bestimmte Dauer zu nutzen. Das Baurecht hat für den Grundbesitzer den Vorteil, dass er – anders als bei einem Verkauf – Eigentümer des Bodens bleibt. Der Baurechtsgeber verzichtet beim Abschluss eines Baurechtsvertrags für die festgelegte Dauer auf eine eigene Nutzung. Der Baurechtsnehmer kann darauf ein Bauwerk errichten, welches sein Eigentum wird. Wenn die Bebauung einmal abgeschlossen ist, ist die Bewirtschaftung ausschliesslich Sache des Baurechtsnehmers.
Der Baurechtsgeber erhält im Gegenzug einen im Voraus bestimmten Betrag, den Baurechtszins, als Entgelt dafür, dass er sein Eigentum – den Boden – zur Verfügung stellt. Der Baurechtszins ist in der Regel jährlich zu entrichten; er wird in bestimmten Intervallen an die aktuellen Gegebenheiten angepasst. Eine wichtige Grösse zur Berechnung des Baurechtszinses ist die Bestimmung des Landwertes.
Der Inhalt eines Baurechtsvertrags kann frei festgelegt werden. Darin kann der Baurechtsgeber auf die Art der Bebauung Einfluss nehmen. Zum Beispiel kann die öffentliche Hand als Baurechtsgeber verlangen, dass auf Boden, der im Baurecht abgegeben wird, familiengerechte Wohnungen zu günstigen Preisen entstehen müssen. Je nach Festlegung des Landwertes kann mit dem Baurecht zum Beispiel eine Förderung des gemeinnützigen Bauens angestrebt werden.
Das Baurecht ist übertragbar und vererblich. Ist es einmal öffentlich beurkundet, kann es auch im Grundbuch eingetragen und somit verkauft, verschenkt oder mit Grundpfandrechten, etwa einer Hypothek, und Dienstbarkeiten belastet werden. Änderungen des Baurechtsvertrages während der Vertragslaufzeit bedürfen eines Konsenses beider Vertragsparteien.
Mehr und mehr kommt das Baurecht auch bei privaten Grundstückbesitzern zur Anwendung. Weil er das Land nicht kauft, profitiert der Baurechtsnehmer in der Regel von einem günstigeren Hypothekarzins, da er nur für die Bauten Kredite aufnehmen muss, nicht aber für den Landerwerb.

## Gesetzliche Grundlage
Das Baurecht ist im Schweizerischen Zivilgesetzbuch (ZGB) in den Artikeln 675 und 779 geregelt.

## Laufzeiten
Die gesetzliche Höchstdauer des Baurechts beträgt in der Schweiz 100 Jahre. Bei einer Laufzeit von mindestens 30 Jahren spricht man von einer «dauernden Dienstbarkeit». Eine typische Vertragsdauer bei Wohnnutzungen beträgt 50 Jahre, mit der Möglichkeit von bis zu zwei Verlängerungen zu je 15 bis 25 Jahren. Möglich ist auch die Verlängerung um bis zu 100 Jahre.

## Heimfall
Am Ende der festgelegten Laufzeit fällt das Bauwerk in den Besitz des Grundeigentümers, was als «Heimfall» bezeichnet wird. Dafür hat er «dem bisherigen Bauberechtigten für die heimfallenden Bauwerke eine angemessene Entschädigung zu leisten» (ZGB, Art. 779d). Meist ist diese im Voraus beziffert oder anderweitig geregelt. Die Heimfallentschädigung orientiert sich oft am Gebäudewert. Durch den Heimfall behält die Baurechtsgeberin langfristig die Gestaltungshoheit über das im Baurecht abgegebene Areal.
Wenn der Baurechtsnehmer seine vertraglichen Pflichten verletzt, kann der Grundeigentümer schon vor Vertragsablauf eine Rücknahme des Baurechts verlangen. Auch in diesem Fall muss er für die Bauten eine Entschädigung leisten.

## Zürcher Modell und Basler Modell
Beim sogenannten «Zürcher Modell» bezahlt der Baurechtsnehmer einmalig den Gegenwert der künftig geschuldeten Baurechtszinsen. Der Vorteil hierbei ist, dass die genauen Zinskosten für die gesamte Laufzeit bekannt sind.
Das sogenannte «Basler Modell» oder «partnerschaftliche Modell» strebt an, dass Baurechtsnehmer und Grundeigentümer gleichberechtigte Partner sind. Ausgehend vom errechneten Ertragspotenzial sollen beide Partner dieselbe Nettorendite auf ihren Kapitaleinsätzen erwirtschaften. Der Baurechtszins wird zum Voraus mittels einer Formel bestimmt und meistens alle zehn Jahre angepasst.

## Politische Initiativen
Seit Mitte des 20. Jahrhunderts kam es auf nationaler Ebene aus dem Volk wiederholt zu politischen Vorstössen gegen die Bodenspekulation und später, 1997, für eine Verbreitung und vermehrte Anwendung des Baurechts. Es waren dies im Einzelnen die Volksinitiativen Schutz des Bodens und der Arbeit durch Verhinderung der Spekulation (1943/50), Initiative Bodenspekulation (1962/67), Stadt-Land-Initiative (1981/88), Gegen den Ausverkauf der Heimat (1978/84) sowie Grundeigentum geht über in Nutzungs- und Baurechte (1997/98). Von diesen Volksinitiativen fand allerdings keine eine Mehrheit, und die Letztgenannte scheiterte bereits im Stadium der Unterschriftensammlung.
2015 kam auf kantonaler Ebene die Basler Neue Bodeninitiative – Boden behalten und Basel gestalten! zustande. Dies nach einer ersten, inhaltlich weiter gefassten Initiative, welche jedoch Anfang 2014, vor Abstimmung, von den Initianten selbst zurückgezogen wurde. Die Neue Bodeninitiative verlangte, dass der Kanton seinen Boden nicht mehr verkauft, sondern grundsätzlich behält und wenn, dann nur noch im Baurecht abgibt. Die ausformulierte Initiative entsprach wortwörtlich dem Gegenvorschlag des Regierungsrates auf die erste Bodeninitiative. Sie erlangte bei der Abstimmung am 28. Februar 2016 mit 67%-Ja-Stimmen Gesetzeskraft. Ein neuer Gegenvorschlag der Regierung stand nicht zur Abstimmung.
In der Gemeinde Emmen im Kanton Luzern kam im Februar 2015 die Bodeninitiative – Boden behalten, Emmen gestalten! zustande. Der Gemeinderat lehnte diese Initiative ab, so dass auch sie am 28. Februar 2016 zur Abstimmung direkt vor das Volk kam und dort knapp angenommen wurde. Nach Basel gelangten Bodeninitiativen in zwei weiteren Städten zur Abstimmung und wurden dort jeweils mit grosser Mehrheit angenommen: Luzern (2017) und Winterthur (2018).
Das im Jahr 2013 gegründete, schweizweite Info-Netzwerk Gemeingut Boden setzt sich für eine grössere Bekanntheit und Verbreitung des Baurechts als bodenrechtliches Instrument ein und hat Praxisempfehlungen für Gemeinden und gemeinnützige Wohnbauträger erarbeitet.